# Courtenay Foote
Courtenay Foote (Harrogate, de Inglaterra, 1879-Italia, 4 de mayo de 1925) fue un actor británico de la época del cine mudo. 
Actuó en 59 películas entre 1910 y 1924.

## Selección de su filmografía
- The Quicksands (1914)
- Home, Sweet Home (1914)
- Buckshot John (1915)
- Ashes of Vengeance (1923)